# Цукрист бразильський
Цукри́ст бразильський (Dacnis nigripes) — вид горобцеподібних птахів родини саякових (Thraupidae). Ендемік Бразилії.

## Опис
Довжина птаха становить 11 см. Виду притаманний статевий диморфізм. Самці мають переважно бірюзово-блакитне забарвлення. верхня частина спини у них чорна. на горлі чорна пляма, на обличчі чорна "маска". Крила чорні з широкими синіми краями. Хвіст чорнуватий. Очі червоні, лапи темні. У самиць верхня частина тіла бурувато-оливкова. Тім'я, щоки, плечі і надхвістя у них зеленувато-блакитні, нижня частина тіла тьмяно-охриста.

## Поширення і екологія
Бразильські цукристи мешкають на південно-східному узбережжі Бразилії, від Еспіріту-Санту через Ріо-де-Жанейро, Сан-Паулу і Парану до Санта-Катарини. Вони живуть у вологих рівнинних і гірських атлантичних лісах. Зустрічаються на висоті до 1700 м над рівнем моря, переважно на висоті до 850 м над рівнем моря. Живляться ягодами, насінням, комахами і нектаром.

## Збереження
МСОП класифікує стан збереження цього виду як близький до загрозливого. За оцінками дослідників, популяція бразильських цукристів становить приблизно 6700 птахів. Їм загрожує знищення природного середовища, а також вилов з метою продажу на птащиних ринках.